# Miloš Jirovský
Miloš Jirovský (ur. 17 marca 1974 w Kolínie) – czeski szachista, arcymistrz od 2003 roku.

## Kariera szachowa
Pierwsze sukcesy zaczął odnosić na początku lat 90. XX wieku. W 1991 r. zdobył w Pardubicach brązowy medal mistrzostw Czechosłowacji juniorów do lat 18 oraz reprezentował swój kraj na mistrzostwach świata juniorów do lat 20 w Mamai, gdzie podzielił IV miejsce (z Siergiejem Tiwiakowem i Danielem Moldovanem). W 1993 r. podzielił I m. (z Keithem Arkellem) w Kopenhadze, w 1995 r. triumfował w otwartym turnieju w Decinie, a w 1997 r. powtórzył to osiągnięcie w mieście Klatovy. Pierwszą normę arcymistrzowską wypełnił w 1999 r. w Pardubicach, dzieląc I m. wspólnie z m.in. Walerijem Niewierowem, Walerijem Popowem i Rusłanem Szczerbakowem (kolejne w dwie zdobył w roku 2003, w niemieckiej Bundeslidze oraz w finale mistrzostw Czech). W pierwszych latach XXI wieku należał do ścisłej krajowej czołówki, zdobywając w 2002 r. w Ostrawie tytuł wicemistrza, a w 2003 r. w Luhačovicach – mistrza kraju. W 2002 r. podzielił I miejsce (z m.in. Aleksandrem Delczewem i Nenadem Sulavą) w Imperii, natomiast w 2003 r. wystąpił w reprezentacji Czech na drużynowych mistrzostwach Europy w Płowdiwie, zajmując VI miejsce.
Najwyższy ranking w karierze osiągnął 1 stycznia 2004 r., z wynikiem 2526 punktów zajmował wówczas 6. miejsce wśród czeskich szachistów.